# ウルメン
ウルメン (独: Ulmen) はドイツ連邦共和国 ラインラント＝プファルツ州コッヘム＝ツェル郡の市。また、ウルメン連合自治体 (独: Verbandsgemeinde Ulmen) の行政庁所在地となっている。

## 地理

### 位置
アイフェル丘陵、コッヘムの北東約11kmに位置している。